# Балка Долманівська
Балка Долманівська — балка (річка) в Україні у Миколаївському районі Миколаївської області. Права притока річки Березані (басейн Чорного моря).

## Опис
Довжина балки приблизно 12,65 км, найкоротша відстань між витоком і гирлом — 11,16,07  км, коефіцієнт звивистості річки — 1,13 . Формується багатьма струмками. В переважній більшості балка рересихає.

## Розташування
Бере початок на північно-східній стороні від села Іванівки. Тече переважно на південний схід через колишнє село Долманова і на північно-західній стороні від села Данилівка впадає у річку Березань, яка впадає у Березанський лиман.

## Цікаві факти
- У XIX столітті на балці існувало декілька вітряних млинів[2].